# Paracodia albiceps
Paracodia albiceps là một loài bướm đêm trong họ Noctuidae.